# Exalloniscus nepalensis
Exalloniscus nepalensis är en kräftdjursart som beskrevs av Helmut Schmalfuss 1983. Exalloniscus nepalensis ingår i släktet Exalloniscus och familjen Oniscidae. Inga underarter finns listade i Catalogue of Life.